# ديفيد ريمنيك
ديفيد ج. ريمينك (مواليد 29 أكتوبر 1958) صحفي وكاتب أمريكي. حصل على جائزة بوليتسر عام 1994 عن كتابه قبر لينين: آخر أيام الإمبراطورية السوفيتية ، وهو أيضًا مؤلف كتاب القيامة وملك العالم: محمد علي وصعود بطل أمريكي . ريمينيك هو محرر مجلة نيويوركر منذ عام 1998.في عام 2000. قبل انضمامه إلى النيويوركر ، كان ريمينك مراسلًا في موسكو لصحيفة واشنطن بوست . كما عمل في مجلس أمناء مكتبة نيويورك العامة.

## الخلفية
ولد ريمينك لعائلة يهودية  في هاكينساك، نيو جيرسي   نشأ في هيلزديل ، نيو جيرسي ، في منزل يهودي علماني مع «الكثير من الكتب حوله» ، كما قال.  وهو أيضًا صديق الطفولة للممثل الكوميدي بيل ماهر .  التحق بمدرسة Pascack Valley الثانوية في هيلزديل.  حيث درس هنام اللغة الروسية كلغة وكانت مصدر إلهام لدراسة السياسة والثقافة في الاتحاد السوفياتي.

## الحياة الشخصية
في عام 1987، تزوج ريمينك المراسلة استير فين في حفلة زفاف يهودي في ساحة كنيس لينوكلين في مانهاتن.  عمل فين كمراسل لصحيفتي نيويورك تايمز وواشنطن بوست . للزوجين ثلاثة أطفال ، أليكس ونوح وناتاشا.  ريمنيك يجيد اللغة الروسية. 

## روابط خارجية
- ديفيد رينيك في نيويوركر
- David Remnick في مستندات مكتبة الكونغرس
- ديفيد ريمنيك في قاعدة بيانات الأفلام على الإنترنت
- قائمة المقابلة
- Remnick مرات الظهور على سي-سبان
- مقابلة في مجلة نيو ستيتسمان البريطانية
- «مقابلة Big Think مع David Remnick» . تسجيل النصوص والصوت والفيديو (36:23) مع فهرس . فكر كبير. تم الاسترجاع 2 نوفمبر ، 2013.
- مقابلة مع مجلة جوت داون الإسبانية ، آب 2013
- تغطية ترامب: ماذا يحدث عندما تتعارض الصحافة والسياسة والأخبار المزيفة ، مناقشة خلال محادثة مباشرة في مجلة كولومبيا للصحافة مع الجارديان ورويترز تناقش مخاطر تطبيع رئاسة دونالد ترامب ، مارس 2017